# Bristol Blitz
El Bristol Blitz fue el bombardeo pesado de Bristol, Inglaterra, realizado por la Luftwaffe (la aviación de la Alemania nazi) durante la Segunda Guerra Mundial. Debido a la presencia del puerto de Bristol y de la fábrica de aeronaves de la Bristol Aeroplane Company, la ciudad era uno de los principales objetivos de los bombarderos alemanes, que podían dirigirse hacia allí con facilidad siguiendo el reflejo de la luna sobre el agua del río Avon desde Avonmouth. Bristol fue la quinta ciudad británica con mayor número de incursiones de bombardeo durante la guerra.
Entre el 24 de noviembre de 1940 y el 11 de abril de 1941 se produjeron seis bombardeos importantes. En total, Bristol recibió 548 alertas de ataques aéreos y 77 ataques aéreos con:
- 919 toneladas de bombas de alto explosivo más muchos miles de bombas incendiarias lanzadas en racimos
- 1.299 personas muertas, 1.303 heridas graves y 697 rescatadas de los escombros de los edificios bombardeados
- 89.080 edificios dañados, incluidas 81.830 casas destruidas y más de 3.000 inutilizables y posteriormente demolidas.[3]

Para contrarrestar los ataques, se desarrolló un sistema de defensa aérea que aumentó en tamaño y sofisticación durante el transcurso de la guerra, con cañones antiaéreos pesados emplazados en la localidad, disparando alrededor de 59.000 disparos contra los aviones atacantes durante el conflicto.

## Primeras incursiones
En una incursión nocturna el 2 de noviembre de 1940, se lanzaron 5.000 bombas incendiarias y otras 10.000 explosivas sobre la ciudad vieja.
El 24 de noviembre, 148 bombarderos de la 3.ª Flota Aérea de la Luftwaffe despegaron de Alemania para bombardear Bristol. El ataque comenzó a las 18.30 horas, con oleadas de dos o tres bombarderos que pasaron sobre Bristol arrojando alrededor de 12.000 bombas incendiarias y 160 toneladas de bombas de alto explosivo. En una hora, se habían iniciado más de 70 incendios. Park Street quedó "aplastada" y el Museo de la Ciudad sufrió cuantiosos daños, 207 personas murieron y miles de casas quedaron destruidas o dañadas. El área que ahora es Castle Park resultó gravemente dañada. El Hospital de St Peter, de estilo jacobeo, quedó destruido y el entramado de madera de la Dutch House, un edificio del siglo XVII resultó tan dañado, que posteriormente tuvo que ser demolido. Cuatro de las antiguas iglesias de Bristol (San Pedro, el interior de San Nicolás, St Mary-le-Port y la iglesia del Temple) también sufrieron graves daños. La iglesia presbiteriana de |St James quedó completamente destruida.
El alcalde de Bristol, el concejal Thomas Underwood, describió el efecto del raid comentando que "La ciudad de las iglesias se había convertido en una noche en una ciudad en ruinas".
El 7 de diciembre de 1940, las bombas alcanzaron el tren Bristol-Salisbury "matando a varios pasajeros, incluidos algunos soldados".

## Tras las incursiones
Los días 3 y 4 de enero de 1941, Bristol sufrió la incursión más larga, que duró 12 horas, durante la que la Luftwaffe lanzó su bomba más grande sobre la ciudad. Apodada "Satanás", pesaba 2000 kilogramos (4409,2 lb), medía más de 8 pies (2,4 m) de largo (sin la cola) y tenía 26 pulgadas (66,0 cm) de diámetro. No explotó y fue recuperada en abril de 1943. Los especialistas en desactivación de explosivos tuvieron que excavar una zanja de 29 pies (8,8 m) para llegar hasta la bomba, que posteriormente recorrería las calles de Londres durante el desfile del Día de la Victoria en Europa.

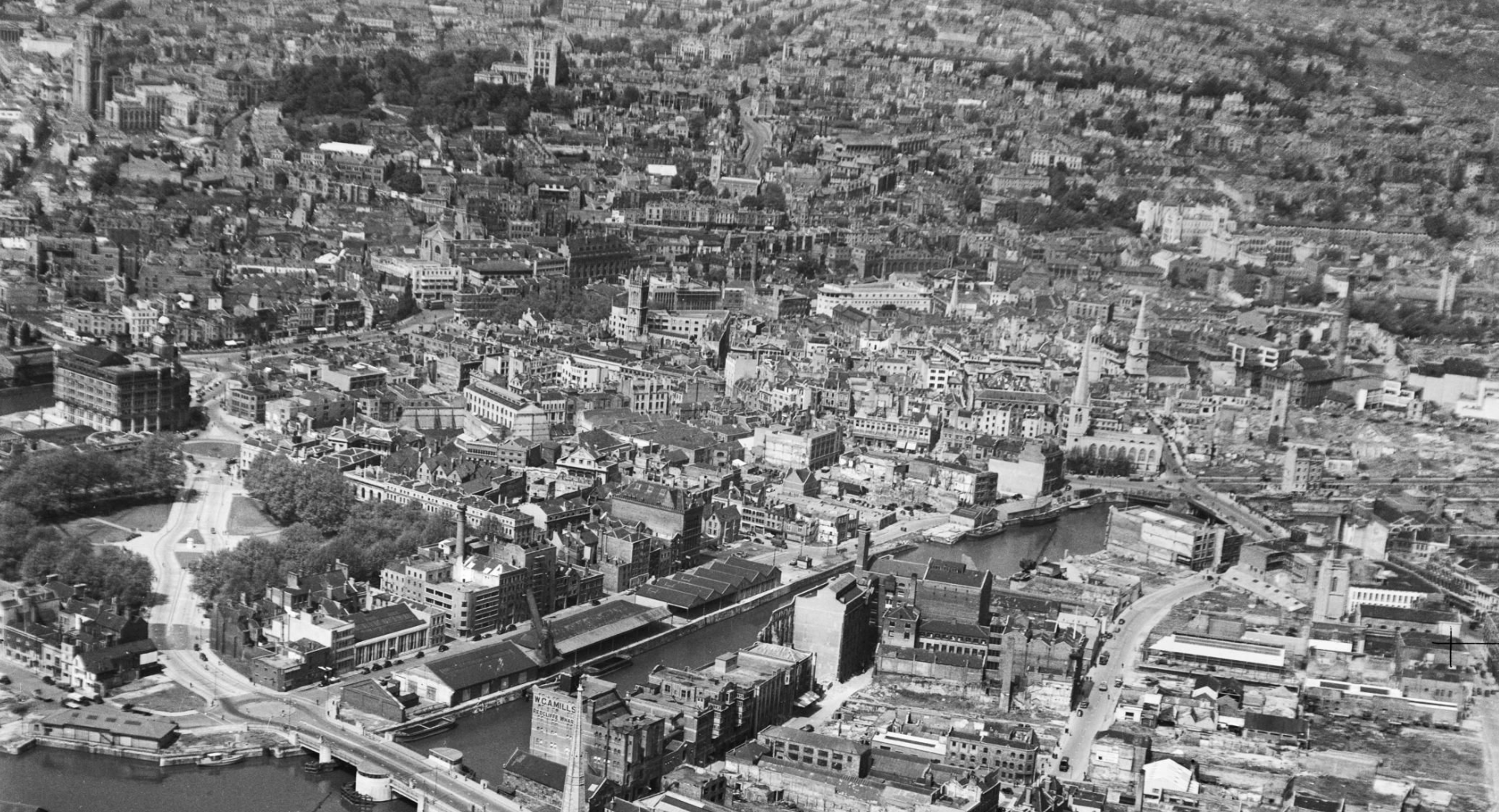
Bristol in 1946 showing bomb damage around St Mary le Port Church

### Ataques aéreos sobre Bristol del Viernes Santo
Los despiadados ataques aéreos del Viernes Santo causaron más daños en el centro de la ciudad y en los distritos de Knowle, Hotwells, Cotham y Filton, y provocaron el cierre permanente de los Tranvías de Bristol. Winston Churchill visitó las ruinas el 12 de abril de 1941. El último ataque aéreo del Blitz en Bristol se produjo el 25 de abril de 1941, cuando Brislington, Bedminster y Knowle fueron bombardeados. Se especula que estos suburbios no eran los objetivos en sí, sino que las bombas destinadas a las fábricas de Filton fueron lanzadas por error en otras áreas.
Uno de los tipos comunes de bombas lanzadas sobre la ciudad era un bote que contenía muchos elementos incendiarios (conocido localmente como "Cesta de pan de Goering", el dispositivo RRAB-3). Provocaron numerosos incendios, y estaban diseñadas para causar pánico entre los ciudadanos y llevar a los servicios de bomberos al límite.
La última incursión en Bristol tuvo lugar el 15 de mayo de 1944.
Bristol estaba en peligro de ser alcanzada por los Fieseler Fi 103 y por los cohetes A4/V2, cuyas plataformas de lanzamiento ya se habían construido en Cotentin, Francia, en 1944. Sin embargo, la invasion de Normandía iniciada por los aliados el 6 de junio de 1944 permitió capturarlas rápidamente y, en consecuencia, las bombas volantes V1 y V2 no llegaron a alcanzar Bristol.
El primer relato histórico del bombardeo de Bristol se publicó en enero de 1945, mientras se pensaba en cuál era la mejor manera de reconstruir la ciudad después de la guerra.

## Localizaciones señuelo

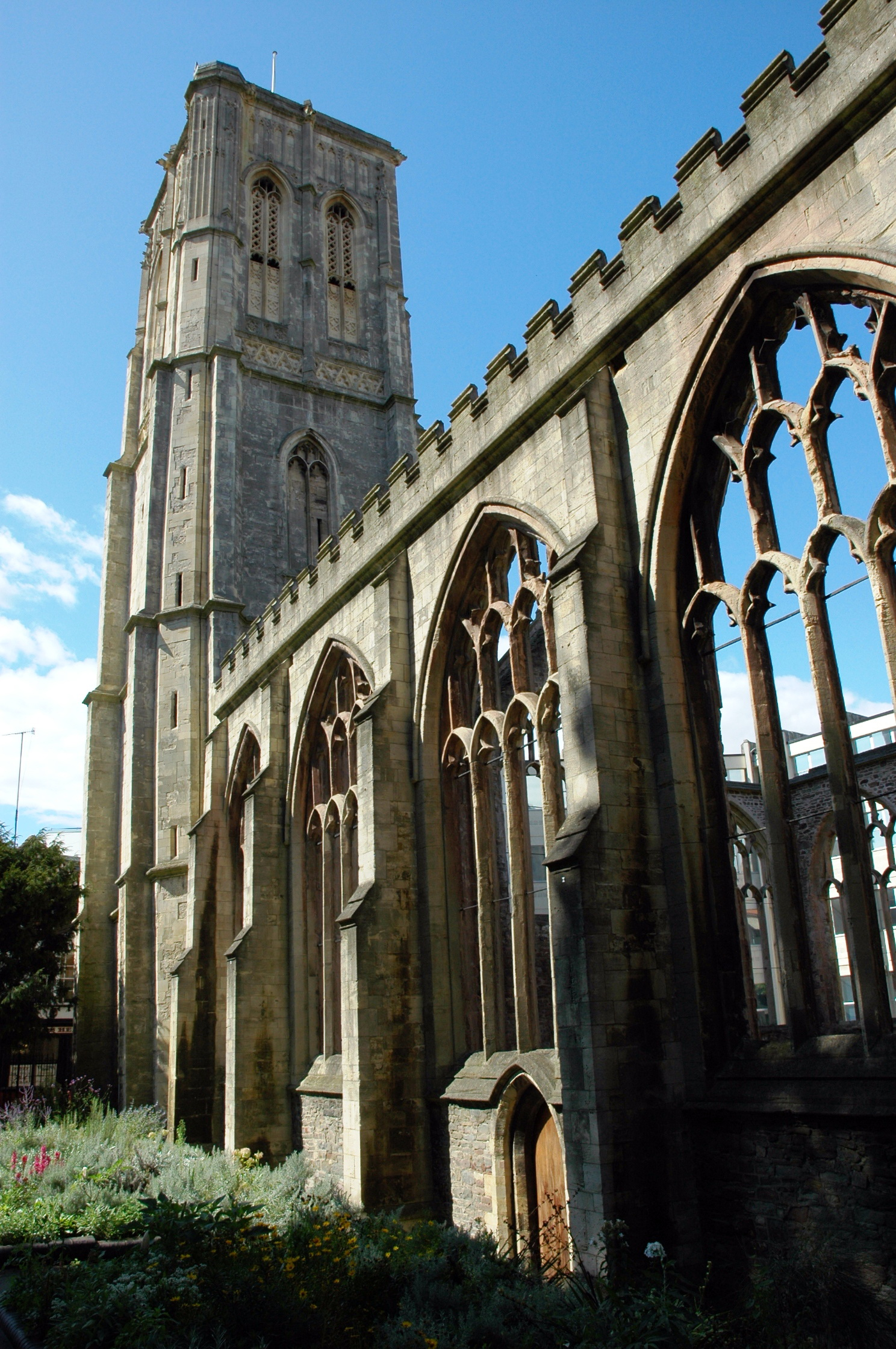
Ruinas de la Iglesia del Temple

En los primeros años de la Segunda Guerra Mundial, después del bombardeo de Coventry en noviembre de 1940, se construyeron muchas localizaciones señuelo con la intención de alejar los bombardeos enemigos de las principales ciudades. El principal señuelo para Bristol estaba en Black Down en el extremo occidental de Mendip Hills, aproximadamente a 15 millas (24,1 km) al suroeste de Bristol. Otro señuelo más pequeño se dispuso en la parroquia de Chew Magna. Estos lugares se conocían como sitios de estrellas de mar, y estaban diseñados para simular Bristol en condiciones de apagón, incluso hasta el punto de imitar las luces parpadeantes de los patios de clasificación de ferrocarriles. En caso de un ataque aéreo inminente, se encendían balizas en los lugares preparados como señuelos.